# تاريخ استخراج الفحم الحجري
يعود تاريخ استخراج الفحم الحجري أو تعدين الفحم الحجري إلى آلاف السنين، إذ وثق وجود مناجم قديمة للفحم الحجري في كل من الصين القديمة، والإمبراطورية الرومانية، واقتصادات تاريخية قديمة أخرى. أصبح الفحم الحجري مهمًا في الثورة الصناعية في القرنين التاسع عشر والعشرين، عندما كان يستخدم بشكل رئيسي لتغذية محركات البخار بالطاقة، ولتدفئة المباني وتوليد الكهرباء. يستمر استخراج الفحم الحجري كنشاط اقتصادي مهم اليوم، ولكنه بدأ بالانحدار بسبب المساهمة الكبيرة للفحم الحجري في الاحتباس الحراري العالمي والمشاكل البيئية، ما أدى إلى انخفاض الطلب، وفي بعض البقع الجغرافية إلى الوصول إلى ذروة استهلاك الفحم.
بالمقارنة مع الوقود الخشبي، فإن الفحم يعطي كميات أكبر من الطاقة لواحدة الكتلة، ويمكن عادةً الحصول عليه في مناطق لا يتوافر الخشب فيها بشكل جاهز. وبرغم استخدام الفحم الحجري تاريخيًا كوقود منزلي، فإنه يستخدم اليوم في الصناعة بشكل رئيسي، وخاصة في الصهر وإنتاج السبائك المعدنية، بالإضافة إلى توليد الكهرباء. تطور استخراج الفحم الحجري على نطاق واسع في الثورة الصناعية، ووفر الفحم المصدر الرئيسي للطاقة الأساسية للصناعة والنقل في المناطق الصناعية من القرن الثامن عشر حتى خمسينيات القرن العشرين. ما يزال الفحم الحجري مصدرًا مهمًا للطاقة. يستخرج الفحم الحجري أيضًا اليوم على نطاق واسع بطرق الحفرة المفتوحة أينما وجدت طبقات الصخور الفحمية على السطح أو كانت قريبةً نسبيًّا منه. طورت بريطانيا التقنيات الرئيسية لاستخراج الفحم الباطني من أواخر القرن الثامن عشر وما بعد، مع مزيد من التقدم بسبب التطورات التي جرت في القرنين التاسع عشر وبداية القرن العشرين. ولكن ظل النفط والغاز يستخدمان بازدياد كبدائل من ستينيات القرن التاسع عشر وما بعد.
بحلول أواخر القرن العشرين، استخدم، إلى حد كبير، النفط والغاز الطبيعي أو الكهرباء المنتجة من النفط والغاز أو الطاقة النووية أو مصادر الطاقة المتجددة عوضًا عن الفحم الحجري في الاستخدامات المنزلية بالإضافة إلى النقل والاستخدامات الصناعية. بحلول عام 2010، كان الفحم الحجري ينتج أكثر من ربع الطاقة في العالم.
منذ عام 1890، أصبح استخراج الفحم قضية سياسية واجتماعية أيضًا. أصبحت اتحادات العمال والنقابات الخاصة بالعمال قوية في العديد من الدول في القرن العشرين، وغالبًا ما أصبح عمال المناجم قادة للحركات اليسارية أو الاشتراكية (كما في بريطانيا، وألمانيا، وبولندا، واليابان، وتشيلي، وكندا، والولايات المتحدة). منذ عام 1970، تزايد الاهتمام بالقضايا البيئية بالتدريج، بما فيها صحة عمال المناجم، ودمار المناطق الطبيعية بسبب المناجم السطحية، وإزالة رؤوس الجبال، وتلوث الهواء، ومساهمة حرق الفحم في الاحتباس الحراري.

## التاريخ القديم

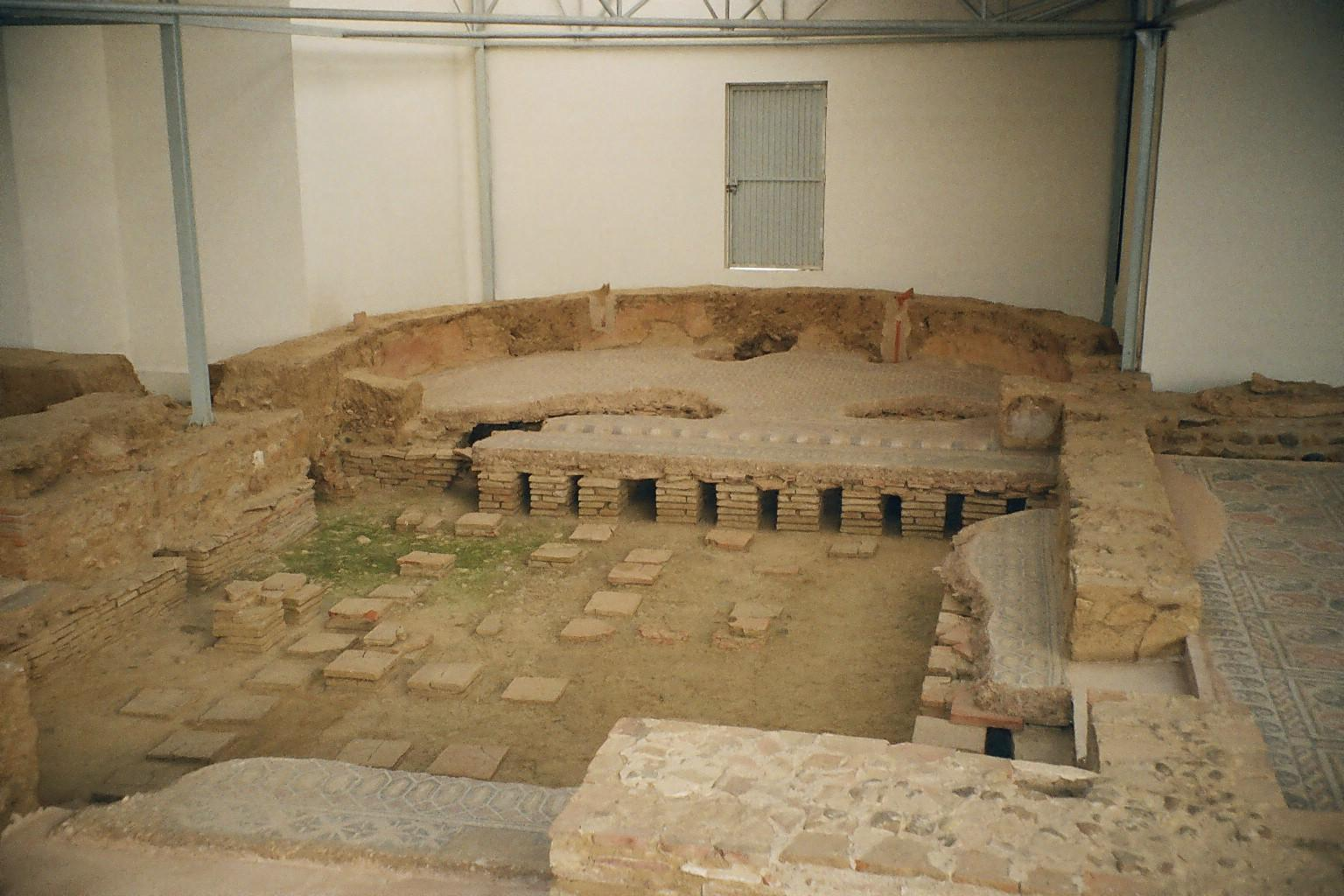
الفرن الروماني (هيبوكاست) من فيلا رومانية متأخرة. يقع في أولميدا، بالقرب من غانيناس وسالدانا في بالنسيا. البلاطات المهمة بالكاد يمكن رؤيتها في الإكزدرا والغرف الأخرى.

كان استخراج الفحم الحجري قديمًا مقتصرًا على نطاق ضيق، وكان الفحم الحجري المستخرج إما على السطح أو قريبًا للغاية منه. وشملت الطرق التقليدية للاستخراج الحفر الجرسية والاستخراج الأفقي. وبالإضافة إلى المناجم الأفقية، فقد استخدمت بعض المناجم العمودية على نطاق ضيق. كان هذا على شكل حفر جرسية، والاستخراج يجري بدءًا من عمود مركزي إلى الخارج، أو بتقنية تسمى الغرفة والركن، وفيها كانت تستخرج «غرف» من الفحم مع ترك أركان كدعائم للسقف. ولكن كلًّا من هاتين الطريقتين كانت تترك خلفها الكثير من الفحم القابل للاستخدام.
تشير الأدلة الأثرية في الصين إلى استخراج الفحم واستخدامه في المنازل بعد نحو 3490 ق.م.

الذكر الأول لاستخدام الفحم الحجري في تشغيل المعادن موجود في الأطروحة الجيولوجية عن الصخور للعالم الإغريقي ثاوفرسطس (371-287 ق. م.):
من بين المواد التي تستخرج بالحفر لأنها مفيدة، تلك المعروفة باسم الفحم الحجري مصنوعة من الأرض، وبمجرد إشعالها بالنار، تحترق كالفحم الخشبي. توجد في ليغوريا... وفي إليس عند الاقتراب من أولمبيا عبر الطريق الجبلي؛ وهي تستخدم من قبل أولئك الذين يعملون بالمعادن.
أقدم استخدام معروف للفحم الحجري في الأمريكتين كان من قبل الآزتيك الذين استخدموه للوقود واستخدموا فحم الجت (نوع من الليجنيت) للزينة.
في بريطانيا الرومانية، كان الرومان يستغلون كل حقول الفحم (باستثناء تلك التي في شمال وجنوب ستافوردشاير) بحلول أواخر القرن الثاني للميلاد. ورغم بقاء جزء كبير من استخدام الفحم الحجري على النطاق المحلي، فإن تجارة نشطة تطورت على امتداد ساحل بحر الشمال بتوريد الفحم الحجري إلى يوركشاير ولندن. امتد هذا أيضًا إلى راينلاند القارية، حيث كان الفحم القاري يستخدم بالفعل لصهر فلزات الحديد. كان يستخدم في الهيبوكاوستوم لتدفئة الحمامات العامة، والحمامات في الحصون العسكرية، وفيلات الأثرياء. كشفت الحفريات عن مخازن فحم في العديد من الحصون على امتداد سور هادريان بالإضافة إلى بقايا لصناعة السباكة وصهر المعادن في حصون مجاورة كحصن لونغوفيسيوم.
بعد مغادرة الرومان لبريطانيا في عام 410 م.، قلت السجلات التي تشير إلى استخدام الفحم في البلاد حتى نهاية القرن الثاني عشر. ومنها في الوثائق الأنجلو-سكسونية لعام 852 إذ يذكر أجار يتضمن 12 حملًا من الفحم الحجري. في عام 1183 كان يعطى الحداد أرضًا لعمله، وكان يطلب منه «استخراج فحمه الخاص».:171–2 بعد منح الوثيقة العظمى بقليل، في عام 1215، بدأت تجارة الفحم الحجري في مناطق في إسكتلندا وشمال شرق إنجلترا، حيث كانت الطبقات الصخرية الكربوحديدية مكشوفة على شاطئ البحر، وبالتالي أصبحت تعرف باسم «فحم البحر». ولكن هذه السلعة لم تكن مناسبة للاستخدام في أنواع المواقد المنزلية التي كانت مستخدمة حينذاك، وكانت تستخدم بشكل رئيسي من قبل الحرفيين لحرق الجير، وتشغيل المعادن، والسباكة (صهر المعادن). منذ عام 1228 على الأقل، كان فحم البحر من شمال الشرق يؤخذ إلى لندن.:5 خلال القرن الثالث عشر، ازدادت تجارة الفحم على امتداد بريطانيا وبحلول نهاية القرن كانت معظم حقول الفحم في إنجلترا، وإسكتلندا، وويلز تعمل على نطاق ضيق.:8 ومع انتشار استخدام الفحم الحجري بين الحرفيين، أصبح من الواضح أن دخان الفحم مؤذٍ للصحة وأدى التلوث المتزايد في لندن إلى الكثير من الاضطرابات والهيجان الشعبي. كنتيجة لذلك، صدر إعلان ملكي في عام 1306 يمنع حرفيي لندن من استخدام فحم البحر في أفرانهم ويأمرهم بالعودة إلى أنواع الوقود المعتادة كالحطب والفحم الخشبي. خلال النصف الأول من القرن الرابع عشر بدأ الفحم الحجري يستخدم للتدفئة المنزلية في المناطق المنتجة للفحم من بريطانيا، مع إجراء تحسينات على تصاميم المواقد المنزلية.:13 كان إدوارد الثالث أول ملك يهتم بتجارة الفحم الحجري في الشمال الشرقي، مصدرًا عددًا من المراسيم لتنظيم التجارة والسماح بتصدير الفحم إلى كاليه.:15 ازداد الطلب على الفحم الحجري بشكل ثابت في بريطانيا خلال القرن الخامس عشر، ولكنه كان ما يزال يستخدم بشكل رئيسي في مناطق استخراجه، وفي البلدات الساحلية، أو يصدر إلى أوروبا القارية.:19 ولكن بحلول منتصف القرن السادس عشر كانت موارد الحطب بدأت بالتراجع في بريطانيا وازداد استخدام الفحم الحجري كوقود منزلي بشكل سريع جدًا.:22
في عام 1575، افتتح السير جون بروس من كارنوك، كولروس، إسكتلندا، أول منجم فحم لاستخراج الفحم الحجري من خندق تحت البحر على خور فورث. بنى جزيرة تحميل صناعية أغرق فيها عمودًا بطول 40 قدمًا يتصل بعمودين آخرين للتصريف وتحسين التهوية. كانت التقنية متقدمة كثيرًا عن أي طريقة استخراج فحم في أواخر حقبة العصور الوسطى واعتبرت من العجائب الصناعية لذلك الزمان.
حدثت العديد من التطورات في تقنيات التعدين خلال القرن السابع عشر، كاستخدام الحفر (التخويش) التجريبي لإيجاد كميات مناسبة والمضخات المتسلسلة، التي تقودها العجلات المائية، لإغراق مناجم الفحم.:57–9
اكتشفت احتياطيات الفحم الحجري في أمريكا الشمالية لأول مرة من قبل المستكشفين الفرنسيين وتجار الفرو على شواطئ البحيرة الكبرى في وسط نيو برونسويك، كندا، في أوائل القرن السابع عشر. كانت طبقات الفحم الحجري مكشوفة في أماكن تدفق الأنهار إلى البحيرة وكانت محفورة باليد من السطح ومن أنفاق تؤدي إلى الطبقات. نحو عام 1631، جعل الفرنسيون مقر تجارة الفرو الخاص بهم على نهر سانت جون مركزهم الرئيسي في أكاديا وبدأوا بناء حصن جديد. كان مقر الإقامة الرئيسي في الحصن مصممًا بمواقد عرضها 11 قدم كانت مملوءة بالخشب والفحم الحجري من أعلى النهر. منذ 1643 على الأقل، كان الفرنسيون يرسلون الفحم الحجري وموارد أهرى للمستعمرة البريطانية في بوسطن.